# ブルーノ・ポンテコルボ
ブルーノ・ポンテコルボ（イタリア語: [ponteˈkɔrvo]、ロシア語: Бру́но Макси́мович Понтеко́рво、英語：Bruno Maksimovich Pontecorvo、1913年8月22日 – 1993年9月24日）は、イタリアの原子核物理学者、初期のエンリコ・フェルミの助手であり、高エネルギー物理学、特にニュートリノに関する数多くの研究の創始者である。信念のある共産主義者である彼は、1950年ソ連に亡命し、そこでミュー粒子の崩壊やニュートリノに関する研究を続けた。高名なブルーノ・ポンテコルボ賞は、1995年に彼を記念して設立された。

## 概要
ポンテコルボはイタリアの裕福な家庭の8人の子供の4番目で、ローマ・ラ・サピエンツァ大学でフェルミの下で物理学を学び、最年少のラガッツィ・ディ・ヴィア・パニスペルナとなった。1934年には、核分裂の発見につながった遅い中性子の特性を示すフェルミの有名な実験に参加した。彼は1934年にパリに移住し、そこでイレーヌ、フレデリック・ジョリオ＝キュリーの下で研究を行った。いとこのエミリオ・セレーニに影響を受け、フランス共産党に、姉ジュリアナ、妹ローラ、弟ジッロと共に入った。イタリアのファシスト政権のユダヤ人に対する1938年民族法により彼の家族はイタリアを去り、イギリス、フランス、米国へ向かうこととなった。
第二次世界大戦中、ドイツ軍がパリで包囲されたとき、ポンテコルボ、弟ジッロ、いとこのエミリオ・セレーニそしてサルバドール・ルリアは自転車で市から逃れた。彼は結局、タルサ (オクラホマ州)まで行き、そこで原子核物理に関する知見を石油と鉱物の探査に応用した。1943年には、カナダのモントリオール研究所で英国のチューブ・アロイズに入った。これは最初の原子爆弾を開発したマンハッタン計画の一部となった。チョーク・リバー研究所で、彼は原子炉 ZEEPの設計に従事した。ZEEPは1945年に臨界に達した米国外で最初の原子炉であり、その後には1947年のNRX炉が続いた。彼は宇宙線、ミュー粒子の崩壊、そして彼が執念を燃やすことになるニュートリノについても研究した。1949年に英国へ移り、そこではハーウェルの原子力エネルギー研究所で働いた。
1950年にソ連に亡命した後は、ドゥブナの合同原子核研究所 (JINR）で働いた。彼はニュートリノを検出するために塩素を使うことを提案した。1959年の論文では電子ニュートリノ(ν 
e)とミューニュートリノ(ν 
μ)が異なる粒子であることを主張した。太陽ニュートリノがHomestake実験で検出されたが、その数は予測の3分の1から半分しかなかった。この太陽ニュートリノ問題に対して、彼はニュートリノ振動として知られる電子ニュートリノがミューニュートリノになる現象を提唱した。この現象の存在は、最終的に1998年のスーパーカミオカンデ実験によって証明された。また1958年には超新星爆発によって激しいニュートリノバーストが生じることも予測し、これは1987年に超新星SN 1987Aがニュートリノ検出器によって検出されたことで確認された。

## 若齢期と教育

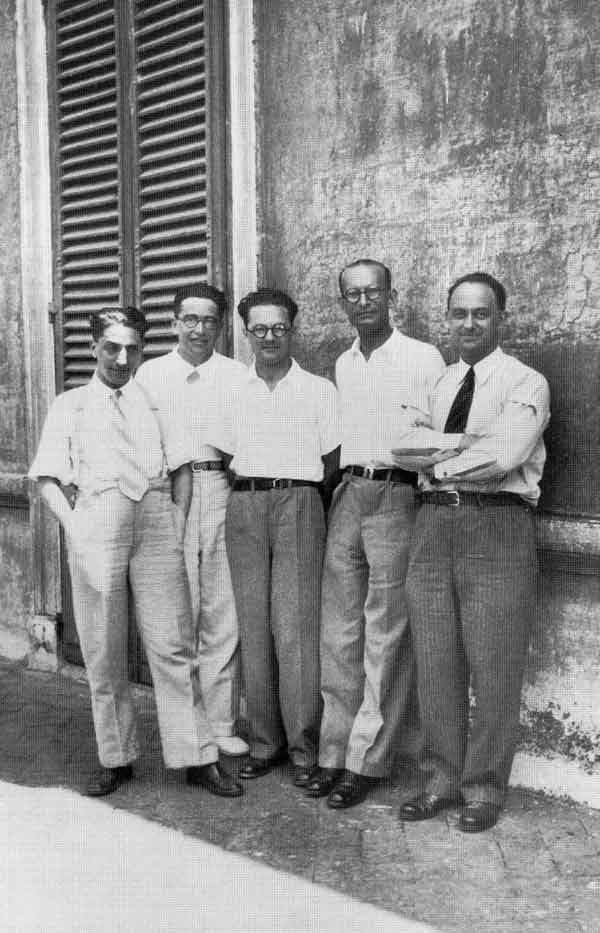
ペスパルナ通りにあるローマ大学物理学研究所の中庭にて、1934年頃、エンリコ・フェルミとラガッツィ・ディ・ヴィア・パニスペルナ。左から：オスカー・ダゴスティーノ、エミリオ・セグレ、エドアルド・アマルディ、フランコ・ラゼッティ、エンリコ・フェルミ。ポンテコルボが撮影した写真。

ポンテコルボは8月22日にマリーナ・ディ・ピサでマッシモ・ポンテコルボと彼の妻Maria née Maroniの8人の子供の4番目として生まれた。1907年生まれの兄グイドは遺伝学者となった。1909年生まれの兄パウロは、第二次世界大戦中レーダーに取り組むエンジニアになった。彼の姉ジュリアナは1911年に生まれた。弟のジッロは1919年生まれで、アルジェの戦いの監督として最もよく知られている。また1921年生まれのローラ、1924年のアンナという2人の妹、1926年生まれの弟ジョヴァンニがいた。彼の家庭はイタリアの裕福な家庭で、マッシモは1,000人以上を雇用する繊維工場を3つ所有していた。マッシモはユダヤ人 だが、宗教的慣習に従わなかった。一方、マリアはプロテスタントで、Chiesa Evangelica Valdeseの一員だった。
彼は工学を学ぶためピサ大学に入学したが、2年後の1931年に物理学に転向することを決めた。兄グイドの助言で、ローマ・ラ・サピエンツァ大学で学ぶことを決めた。そこでは、エンリコ・フェルミが当時ローマ大学物理学研究所が位置していた通りの名前にちなんで名付けられたラガッツィ・ディ・ヴィア・パニスペルナとして知られる有望な若手研究者の集団を結集していた。18歳の時には彼は物理学科の3回生として認められた。フェルミはポンテコルボを「自分の科学的キャリアで出会った中で科学的に最も聡明な男の一人」と評した。最年少メンバーであったため、グループでの彼の愛称は「子犬」を意味するCuccioloであった。
1934年ポンテコルボは核分裂の発見につながった遅い中性子の特性を示すフェルミの有名な実験に参加した。ポンテコルボの名前はラガッツィ・ディ・ヴィア・パニスペルナの特許「中性子衝突による人工放射能の増産」に含まれた。彼は1934年1月に王立物理学研究所、そしてローマ大学で臨時の補助を行い、7月にはフェルミとラゼッティと共に、遅い中性子に関する歴史的な論文の共著者として名を連ね、水素が重い元素よりも中性子を減速し、その減速された中性子をより吸収しやすいことを報告した。イタリアの特許は1935年に、フェルミ、ポンテコルボ、エドアルド・アマルディ、フランコ・ラゼッティ、エミリオ・セグレの名前で認められた。米国の特許は1940年7月2日付与された。

## 初期キャリア
1936年2月にポンテコルボはイタリアを去り、コレージュ・ド・フランスのイレーヌ、フレデリック・ジョリオ＝キュリーの研究室で中性子の陽子との衝突の影響及び核異性体間の電磁遷移について研究するための一年間の奨学金を受けて働くためパリに移転した。この時期に、いとこのエミリオ・セレーニの影響によって、彼は共産主義の思想を身に着け、残りの人生においてこれに忠実であり続けた。彼はパリでナニーとして働くスウェーデン人女性Helene Marianne Nordblomとの関係を築いた。マリアンヌとの関係のためか、核異性体に関する興味深い仕事のためか、あるいは悪化するイタリアでの政治的立場のためか、彼は1937年にローマ大学での終身の地位を得る機会を拒否してパリに滞在している。
マリアンヌは1938年1月ポンテコルボと共にPlace du PanthéonのHôtel des Grands Hommesに移った。彼らの息子ジルが7月30日に生まれた。彼女のビザが終了し、9月にスウェーデンへ戻らなければならなかった。ポンテコルボはジルをパリの住宅保育園に預けて、彼女に同行した。単身パリへ戻り、マンネ・シーグバーンと食事をし、ニールス・ボーア、リーゼ・マイトナーに会ったのが1938年10月12日である。ポンテコルボは今やファシスト政権のユダヤ人に対する人種法令のためにイタリアへ戻ることはできなくなっていた。フェルミが米国に移動すると共にラガッツィ・ディ・ヴィア・パニスペルナが崩壊した。ポンテコルボの家族も散り散りとなった。グイドは1938年イギリスに移動した、1939年ジョヴァンニ、ローラ、アンナがそれに続いた、一方ジッロはパリでポンテコルボに合流した。
イヴリー＝シュル＝セーヌにあるジョリオ＝キュリーの研究室でフランスの物理学者アンドレ・ラザードとの共同研究により、ポンテコルボはフレデリック・ジョリオ＝キュリーが「原子核燐光」と呼ぶ中性子と陽子が励起されて基底状態に戻るときに起きるX線の放出を発見した。彼はまたいくつかの核異性体が放射性崩壊によって別の元素に変わらないことも発見した。これにより医療応用における使用範囲が拡大した。この草分け的研究により、ポンテコルボはキュリー-カーネギー奨学金、及びフランス国立科学研究センターからの彼の研究に対する資金提供を受けた。

## 第二次世界大戦

### フランスからの脱出
1939年6月、ポンテコルボはスウェーデンを訪れるためビザを申請したが、申請は拒否された。8月23日に独ソ不可侵条約のニュースが到来した。彼は翌日ソ連への個人的信頼の宣誓としてフランス共産党に加入した。マリアンヌは1939年9月6日、すなわちヨーロパにおいてドイツのポーランド侵攻を受けてイギリス、フランスのドイツに対する宣戦布告で第二次世界大戦が開始した3日後に彼と再開した。彼らは1940年1月9日に結婚した。
ドイツが市内で包囲された1940年5月、彼らはそこを去ることにした。イギリスはHans von HalbanやLew Kowarskiを含むフランスの原子核科学者に退避するよう提案していたにもかかわらず、彼らはポンテコルボを「望ましくない」とみなしていた。幸いなことに、セグレはタルサ (オクラホマ州)で中性子物理学の専門家を探していた2人のヨーロッパ移民から雇用の申し入れを受けた。セグレは申し入れを断った（彼にはすでにカリフォルニア大学での良い仕事があった）が、ポンテコルボを推薦した。
1940年6月2日、彼は姉ジュリアナが夫のドゥッチョ・タベットと暮らすトゥールーズへ向かう電車に家財と共に乗ったマリアンヌとジルを見送った。ドイツがパリに入るちょうど前日の6月13日、ポンテコルボ、弟ジッロ、いとこのエミリオ・セレーニ、サルバドール・ルリアはトゥールーズに向けて自転車で出発した。彼らはトゥールーズに到着するまでに10日を要した。ルリアはマルセイユへ行き、そこから最終的には米国へと向かった。ポンテコルボ、マリアンヌ、ジル、ジュリアナとタベットは1940年7月19日にマドリード経由リスボン行きの電車に乗車した。両女性が妊娠していた。マリアンヌが流産し、長旅には相応しくない状態であったが、それでも1940年8月9日に亡命者を運び米国へ航海する定期船Quanzaに乗り込んだ。両女性は船酔いした。1940年8月19日、船はニューヨーク市に到着し、そこに兄パウロと共に滞在した。この間、レオニア (ニュージャージー州)のフェルミの新居を訪れた。

### オクラホマでの探査
タルサでポンテコルボは、スタンダード・オイルの資金提供によりWell Surveysという会社を創業した2人のヨーロッパ移民、Jakov "Jake" NeufeldとSerge Alexandrovich Scherbatskoyの下で働きに行った。彼らのアイデアは原子核物理を鉱物探査に応用するというものだった。ガンマ線装置は岩の露出部を解析することに成功していた。イタリア、フランスで行われた研究に刺激を受けて、彼らは中性子は電荷を持たないため、岩石を放射化して地下の異なる元素を検出できるかもしれないと推論した。ポンテコルボは彼らが必要とする専門家であった。
ポンテコルボはラガッツィ・ディ・ヴィア・パニスペルナがそうしたようにラジウムとベリリウムを用いて中性子源を作成し、パラフィンワックスを中性子減速材とし、フェルミとアマルディが開発した手法を用いて異なる鉱物による吸収を測定した。1941年6月には、頁岩、石灰岩、砂岩を区別し、それらの間の変遷を特定することができる装置ができていた。この技術は遅い中性子が発見されて以来初めての実用的応用で、数十年後にもなお検層(Well logging)に使われ続けているであろうと考えられている。彼はこの装置に関する4つの特許を出願した。
1941年後半には、ポンテコルボは必要な放射性同位元素の確保に困難を抱えていた。彼の知らぬ間に、原子爆弾を造る戦時運動、マンハッタン計画によって買い占められていた。放射性同位元素を取得する試みで、1942年4月ニューヨークで彼はフェルミ、von Halban、George Placzekと会った。彼は欲しい供給を確保することはできなかったが、フェルミはWells Surveysの成果に予想外の強い関心を示した。

### チューブ・アロイズ
フェルミとの会合で供給を得ることはできなかったが、結果としてポンテコルボはvon HalbanとPlaczekからカナダ、モントリオール研究所のチューブ・アロイズチームに加わるよう申し入れを受けた。サー エドワード・アップルトンは彼の任用に懸念を示した。これはポンテコルボの政治的信念のためではなく、彼が英国籍ではなく、既に多くの外国人研究者がチューブ・アロイズで働いていたことが理由であった。ポンテコルボの評判が良く、良い物理学者が不足していたことから、アップルトンは最終的には説得された。ポンテコルボは1943年1月15日チューブ・アロイズに正式に任命され、1943年2月7日に家族とともにモントリオールに到着した。モントリオールチームは中性子減速材として重水を用いた原子炉を設計していたが、重水の量が不足していた。1943年8月にチャーチルとルーズベルトがケベック協定を取り決め、その結果、米国と英国の連携が続行され、チューブ・アロイズはマンハッタン計画に統合された。
ジョン・コッククロフトが1944年にモントリオール研究所の所長となった。安全上の理由から、彼は原子炉を人里離れたチョーク・リバー研究所に建設することにした。戦後の核計画の観点から、彼はポンテコルボ、Allan Nunn Mayから事実上イギリスに対するスパイ活動としてカナダを訪れたマンハッタン計画の研究者について「報告」を受けた。残念ながら、Nunn Mayもソ連のスパイであった。ポンテコルボの次男が1944年3月20日生まれ、ユーゴスラビアの共産党指導者にちなんでチトーと名付けられた。三男のアントニオは1945年7月に生まれた。米国に供給された重水を用いて、ZEEPとして知られるチョークリバーにある原子炉が1945年9月5日に臨界に達した。原子炉の設計のほか、ポンテコルボは宇宙線、ミュー粒子の崩壊、そして執念を燃やすことになるニュートリノについても研究した。原子炉の設計に関連する25の論文を書いたが、公表したのは2つのみであった。彼はWell Surveysとノースウエスト準州ポートラジウム近くのウラン鉱床の探査も行った。
1945年8月の終戦後、物理学者の需要は高まっており、ポンテコルボは米国のいくつかの大学から魅力的で利益のある申し入れがあった。しかし1946年2月21日、彼はコッククロフトからのイギリスの原子力研究所(Atomic Energy Research Establishment; AERE)への誘いを受けた。差し当たり、1947年はチョークリバーでの新しいNRX原子炉の職務を続けた。彼はNRXが1947年7月21～22日夜に始動したときに制御室にいた4人の物理学者のうちの一人であった。NRXは当時の他のあらゆる原子炉の5倍の中性子束があり、世界で最も出力の大きい研究用原子炉であった。彼は2人の女性とボストンへ旅行したことから俳優の名前にちなんで「ラモン・ノヴァロ」とあだ名された。これによりマリアンヌは銀行の預金口座を空にし、子供たちとバンフへ向かう事になったが、彼らは和解した。彼は以前は米国市民になるステップを踏んでいたにもかかわらず、その代わりに1948年2月7日に英国臣民となった。彼は最終的に1949年1月24日に英国に向けてチョークリバーを去った。

## 亡命
ハーウェルでは、ポンテコルボは原子炉の設計プロジェクトに携わり続けた。Power Steering Committee (PSC)の一員として、核分裂性物質の製造と利用そして原子炉の建造に用いられる物質に関する議論に参加した。1949年、他のラガッツィ・ディ・ヴィア・パニスペルナ、特にエミリオ・セグレが原子炉や核兵器の設計の肝になる遅い中性子の挙動に関する特許について主張を始めた。そのためアメリカ連邦捜査局 (FBI)は彼らの経歴を調べ始めた。この結果、1943年のマンハッタン計画の書類から、ポンテコルボの兄弟ジュリアナ、ローラ、ジッロは共産主義者で、ポンテコルボとマリアンヌもおそらく共産主義者であることがわかり、英国のMI5とワシントンD.C.にいたMI6のキム・フィルビーに報告された。
1950年2月、ポンテコルボのハーウェルでの同僚クラウス・フックスがスパイ活動により逮捕されたのを受けて、AEREはセキュリティをより厳重にし始め、ポンテコルボはAEREのセキュリティ職員ヘンリー・アーノルドによる面談を受けた。アーノルドはポンテコルボがソビエトのスパイであるという証拠を持っていなかったものの、彼がセキュリティリスクであると強く感じ、上位の機密事項にアクセスできない地位に異動させることを推奨した。ハーバート・スキナーはポンテコルボにリヴァプール大学で新設された教授の職に志願することを提案した。1950年6月、ポンテコルボはその地位を提示された。
1950年9月1日、イタリアの休暇の中頃、ポンテコルボは友人や身内に知らせることなく突然妻子とともにローマからストックホルムへ飛んだ。9月2日にソビエトのエージェントの助けでフィンランドからソ連に入国した。ポンテコルボとマリアンヌはソ連、フィンランド、スウェーデンによって正規のパスポートなしで行くことを許されたが、彼の突然の失踪に多くの西側の情報機関、特にこれらの国への核機密の漏洩を恐れた英国、カナダ、米国は強い懸念を示した。
1952年、ポンテコルボがロシアに核機密を渡す可能性についてアメリカの新聞で議論された。
亡命したKGB職員の中で最高位のOleg Gordievskyと以前ソ連への外国知識人の誘導役だったパヴェル・スドプラトフによると、ポンテコルボはソ連のスパイだった。しかしながら、スドプラトフはポンテコルボをMladのコードネームを付けられ、今日セオドア・ホールとして知られるスパイと誤認していた。ポンテコルボはカナダ、英国、ソ連における核兵器開発への従事を常に否定したものの、彼は自分がスパイだったことを証明することも否定することもなかった。実際の彼に不利な証拠はもろいものだった。Frank CloseはカナダのNRX原子炉の設計図がソ連に渡り、Lona Cohenが1947年の稼働後にウラン試料をNRXから得ていることに気づいた。Nunn Mayは犯人たりえなかったので、ポンテコルボが第一容疑者であった。
USSRでポンテコルボは名誉と共に歓迎され、ソビエトのノーメンクラトゥーラのみに確保される数多くの特権を与えられた。彼は残りの生涯、ドゥブナにある現在のドゥブナ合同原子核研究所 (JINR)で務めた。そこでは完全に高エネルギー粒子の理論的な研究に集中し、ニュートリノとミュー粒子崩壊の研究を続けた。彼の研究が認められ、1953年にソビエト連邦国家賞を授与され、1955年にソビエト連邦共産党そして1958年にソビエト科学アカデミーの会員となり、2つのレーニン勲章を授与された。1964年には弱い相互作用に関する業績に対してレーニン賞を授与された。彼は1950年に詩人Mikhail Arkadyevich Svetlovの妻、Rodam Amiredzhibiと一生の仕事を始めた。1955年に彼は公の場に姿を見せ、西側を去りソ連で働くことを選んだ動機を世界に説明する記者会見を行った。結果として、英国は彼の市民権を1955年5月24日に取り消した。ポンテコルボは長年ソ連を離れることを許されなかった。彼が初めて国外に出たのは1978年で、アマルディの70歳の誕生日を祝うためにイタリアに行った。その後は、頻繁にイタリアに行き、時折他の国へも行った。フランスは1982年と1984年に彼が訪れることを拒否したが、1989年に緩和された。

## 晩年
ポンテコルボの科学的業績は非常に優れた直観に満ちており、いくつかは現代物理学の画期的な出来事を象徴するものであった。その多くはニュートリノに関するものであった。ニュートリノはベータ崩壊で放出される検出されないエネルギーをエネルギー保存の法則を破らないで説明するために、1930年にヴォルフガング・パウリによって最初に理論的に提唱された亜原子粒子である。フェルミがイタリア語で「小さい中性のもの」を意味するの名を付けた、そして1934年に原子核から放出される電子は中性子の陽子、電子、ニュートリノへの崩壊によって生成されることを説明するベータ崩壊の理論を提唱した。初めはニュートリノは検出不可能であると考えられていたが、1945年にポンテコルボはニュートリノの衝突によって塩素の原子核が不安定なアルゴン-37に転換され、34日の半減期で、K軌道電子捕獲反応の後、2.8 keVのオージェ電子を放出することで直接検出できることに気づいた:
ν + 37Cl → e−
  + 37Ar

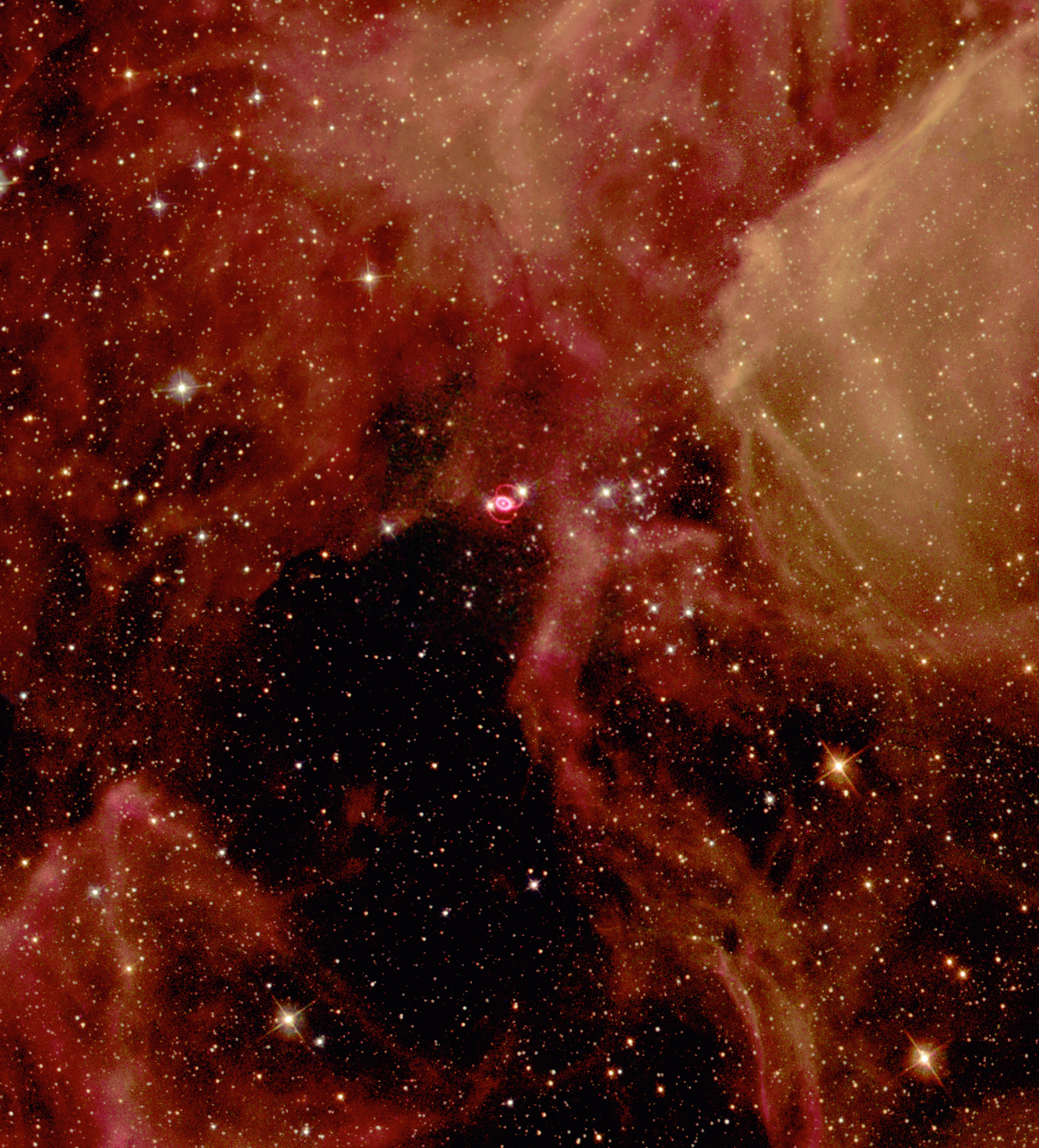
ハッブル宇宙望遠鏡を通して見た超新星SN1987A（中心の明るいもの）

ポンテコルボの1945年の論文は四塩化炭素(CCl4)を使うアイデアをフランスの物理学者Jules Guéronによるものだとしている。チョーク・リバーでNRXをニュートリノ源として実験が実施されたが失敗し、ポンテコルボが去った後、1949年に中止された。当時知られていなかったが、原子核反応で生成されるのがニュートリノではなく反ニュートリノであるため、実験は失敗していた。現在カワン–ライネスニュートリノ実験として知られる実験で、フレデリック・ライネスとクライド・カワンが1955年に反ニュートリノを検出し、その功績により1995年にノーベル物理学賞を受賞した。
このアイデアは太陽ニュートリノ探索で再度取り上げられた。理論上、太陽は核融合反応の結果としてニュートリノを生成する。ポンテコルボはこのアイデアについてモーリス・プライスによるものだとしている。最も一般的な、水素が融合してヘリウムを形成する陽子-陽子連鎖反応で生成されるニュートリノは塩素と相互作用するのに十分なエネルギーを持っていない。しかしながら、それほど一般的ではない、炭素、窒素、酸素を生成するCNOサイクルでは十分なエネルギーのニュートリノが生成される。1960年代後半にレイモンド・デイビスとジョン・バーコールはHomestake実験で太陽ニュートリノを検出し、デイビスはこの功績で2002年にノーベル物理学賞を受賞している。この実験は初めて太陽ニュートリノを検出し数えることに成功したが、検出されたニュートリノの数は予測された数の3分の1から半分であった。これは太陽ニュートリノ問題となった。一時の間、科学者は太陽が燃え尽きているかもしれないという恐ろしい可能性を考えていた。
この問題は1968年にポンテコルボによってすでに解決されている。1959年に、大強度の加速器（これは建造されることはなかった）が設計され、彼はこれを使ってできる実験を考え始めた。彼はミュー粒子を研究する計画を考えた。ジュリアン・シュウィンガーは素粒子がWボソンを交換することによって弱い相互作用を行うのではないかと予測した。Wボソンは1983年まで発見されなかったが、問題が直ちに表面化した。ジェラルド・ファインバーグはこれは観測されたことのない何らかの相互作用が起きていることを示唆していることを指摘したが、これは電子に関係するニュートリノとミュー粒子に関するニュートリノが同じでなければあり得ないと認めた。
1959年の論文でポンテコルボは電子ニュートリノ(ν 
e)とミューニュートリノ(ν 
μ)が同一でなければ起こりえない21の相互作用を列挙した。この論文で今日我々が用いるニュートリノの表記を導入し、彼が2種類のニュートリノが「対称性と素粒子の分類の観点から興味深い」と感じる理由を列挙した。電子に関連するニュートリノがミュー粒子に関連するニュートリノと異なることが1962年に確かめられた。1988年にジャック・シュタインバーガー、レオン・レーダーマンそしてメルヴィン・シュワーツはミューニュートリノ発見の功績によりノーベル物理学賞を受賞した。

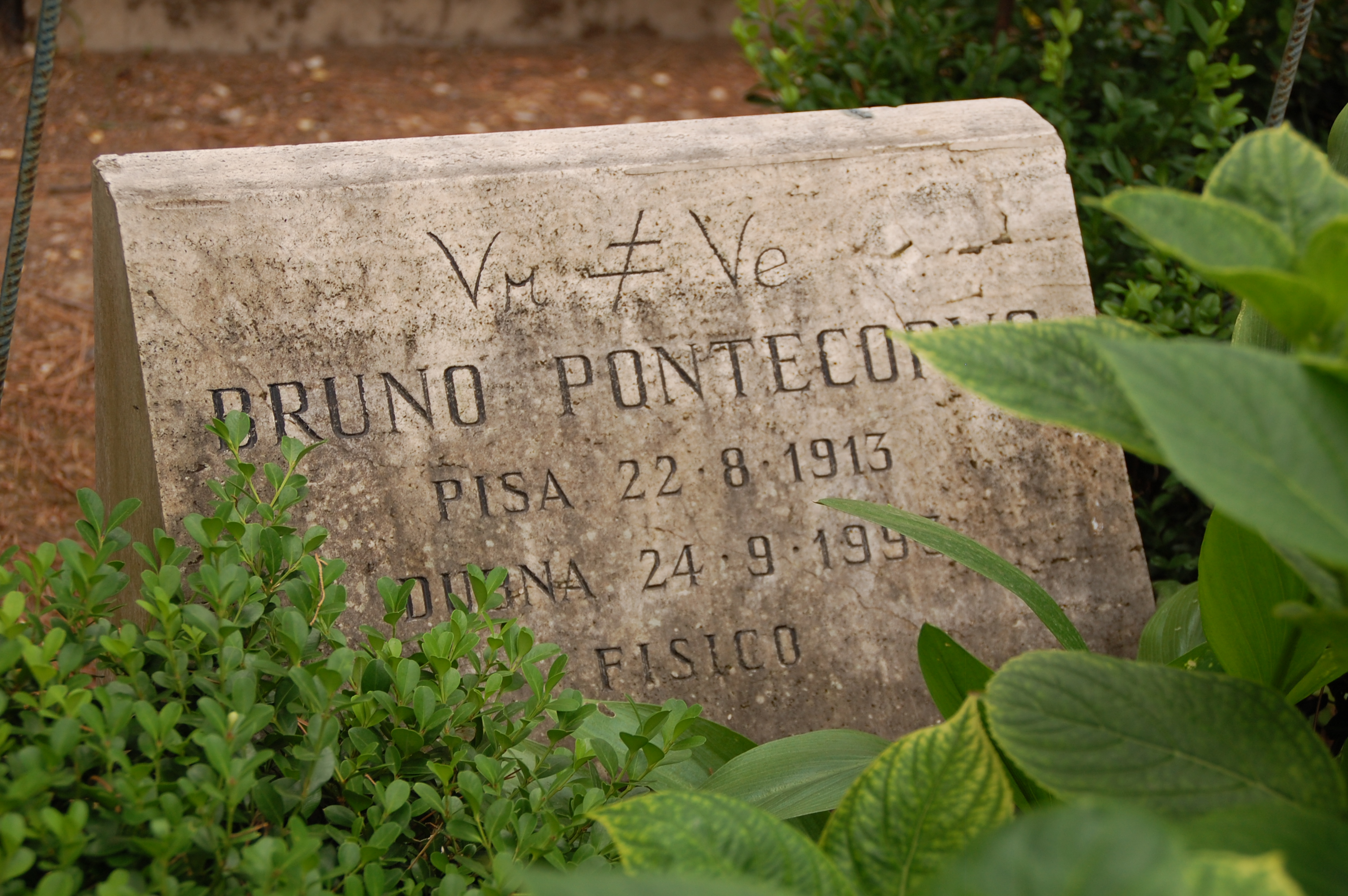
Cimitero Acattolico di Romaにあるポンテコルボの墓

ポンテコルボの太陽ニュートリノ問題の解決は、彼が1957年に最初に考え、その後10年以上発展させたアイデアに関連していた。それはニュートリノは他の種類のニュートリノに変化するかもしれないというアイデアで、ニュートリノ振動として知られている現象である。太陽と地球の間のどこかで、電子ニュートリノはミューニュートリノに変化するかもしれない。重要なのはこれが起きるためにはニュートリノの質量がゼロであってはならず、そのため光速で移動することはできないということである。ニュートリノ振動の存在は最終的に1998年のスーパーカミオカンデ実験によって立証され、後に他の実験で追認された。
この予測は「ニュートリノが質量を持つことを示すニュートリノ振動の発見に対して」梶田隆章とアーサー・B・マクドナルドに授与された2015年のノーベル物理学賞によって認められた。ポンテコルボは超新星が激しいニュートリノバーストを生み出すことも1958年に予測していた。少数の科学者はSN 1987Aがニュートリノ検出器で検出されたときより興奮した。
1993年9月24日にポンテコルボはドゥブナでパーキンソン病に苦しみ亡くなった。彼の希望に沿って、遺灰の半分はローマのプロテスタント共同墓地に、もう半分はロシアのドゥブナに埋められた。1995年、彼の科学的功績を認め、高名なポンテコルボ賞がドゥブナ合同原子核研究所によって設立された。この賞は年に1度、国際科学コミュニティに受け入れられている「素粒子物理学で最も重要な研究」を認めて個人の科学者に授与される。2006年にモスクワの歴史ソサイエティMoskultprogはトゥヴェルスカヤ通り9番地にあるポンテコルボのモスクワの家を称える芸術的銘板を発表した。

## 資料
- Mafai, Miriam (2012). Il lungo freddo: Storia di Bruno Pontecorvo, lo scienziato che scelse l'Urss. Milan: Bur. ISBN 978-88-586-3839-2